# Città-moschea di Bagerhat
La Città-moschea di Bagerhat (bengalese: মসজিদের শহর বাগেরহাট, romanizzato: Môsjider Shôhôr Bagerhat; storicamente nota come Khalifatabad) è un sito nel distretto di Bagerhat, in Bangladesh, dal 1983 patrimonio dell'umanità dell'UNESCO. Contiene 360 moschee, edifici pubblici, mausolei, ponti, strade, serbatoi d'acqua e altri edifici pubblici costruiti in mattoni cotti. Il sultanato del Bengala nominò Khan Jahan Ali, noto anche come Ulug Khan, governatore delle Sundarbans nel Bengala meridionale durante il XV secolo. Ulugh Khan Jahan era un ufficiale militare turco nominato governatore delle Sundarbans dal sultano Mahmud Shah del Bengala. Ed era un sufi. Il titolo di Ulugh era comune ai sovrani della tradizione turco-persiana. Il Sultanato del Bengala attirò molti immigrati dal Medio Oriente e dall'Asia centrale, che portarono con loro idee di architettura islamica.
Secondo le iscrizioni monetarie del sultanato taka, fu costruito nel XV secolo e fu conosciuto con il nome di Khalifatabad durante il XVI secolo. Ulugh Khan Jahan amministrava un'area che comprendeva parti delle attuali Divisione di Khulna e Divisione di Barisal in Bangladesh.  Le iscrizioni a Bagerhat indicano che la moschea fu costruita durante il regno del sultano Mahmud Shah tra il 1450 e il 1459. La Moschea a Sessanta Cupole è la più grande. Altre moschee includono la Moschea Singar, la Moschea delle Nove Cupole, la Tomba di Khan Jahan, la Moschea Bibi Begni e la Moschea di Ronvijoypur. È interessante notare che Mahmud Shah fu anche responsabile del trasferimento della capitale del Bengala da Pandua a Gauda. Nel sud del Bengala, la città-moschea di Bagerhat mostra il semplicistico "stile Khan Jahan" dell'architettura islamica bengalese. 
Nel 1895, un'ampia indagine dell'area fu condotta dall'Archaeological Survey of British India, e il restauro fu messo in atto nel 1903-04 sulla Moschea a Sessanta Cupole. Nel 1907-8 furono restaurati parte del tetto e 28 cupole. Nel 1983, l'UNESCO ha elaborato un piano generale per l'area di Bagerhat che è diventata Patrimonio dell'Umanità nel 1985.  Il sito era una "città della zecca" del Sultanato del Bengala. Bagerhat ha una delle più grandi concentrazioni di moschee dell'era del sultanato in Bangladesh. La città storica ha più di 50 strutture costruite nello stile locale del Sultanato del Bengala variante dell'architettura indo-islamica. Questo è a volte chiamato lo "stile Khan Jahan". Le costruzioni sono state scoperte dopo aver rimosso la vegetazione che le aveva oscurate alla vista per molti secoli. L'UNESCO ha riconosciuto il sito "come un eccezionale esempio di un insieme architettonico che illustra una fase significativa della storia umana". La Moschea a 60 cupole con 60 pilastri e 77 cupole, è la più nota. Le moschee presentano opere d'arte in terracotta e arabeschi.

## Geografia
La città-moschea si trova nel sud del Bengala, vicino al vasto estuario del delta del Bengala. Si trova a 60 chilometri dalla costa del Golfo del Bengala. La città si sviluppa su un'area di 50 chilometri quadrati, sulle rive del ramo moribondo del fiume Bhairab lungo un tratto di 6 chilometri (in direzione est-ovest e circa 25 chilometri di larghezza in direzione nord-sud), che faceva parte delle Sundarbans foreste di mangrovie. Oggi tutti i monumenti sono incastonati nell'ambiente incontaminato di quelli che ora sono terreni agricoli, circondati da palme.

## Architettura

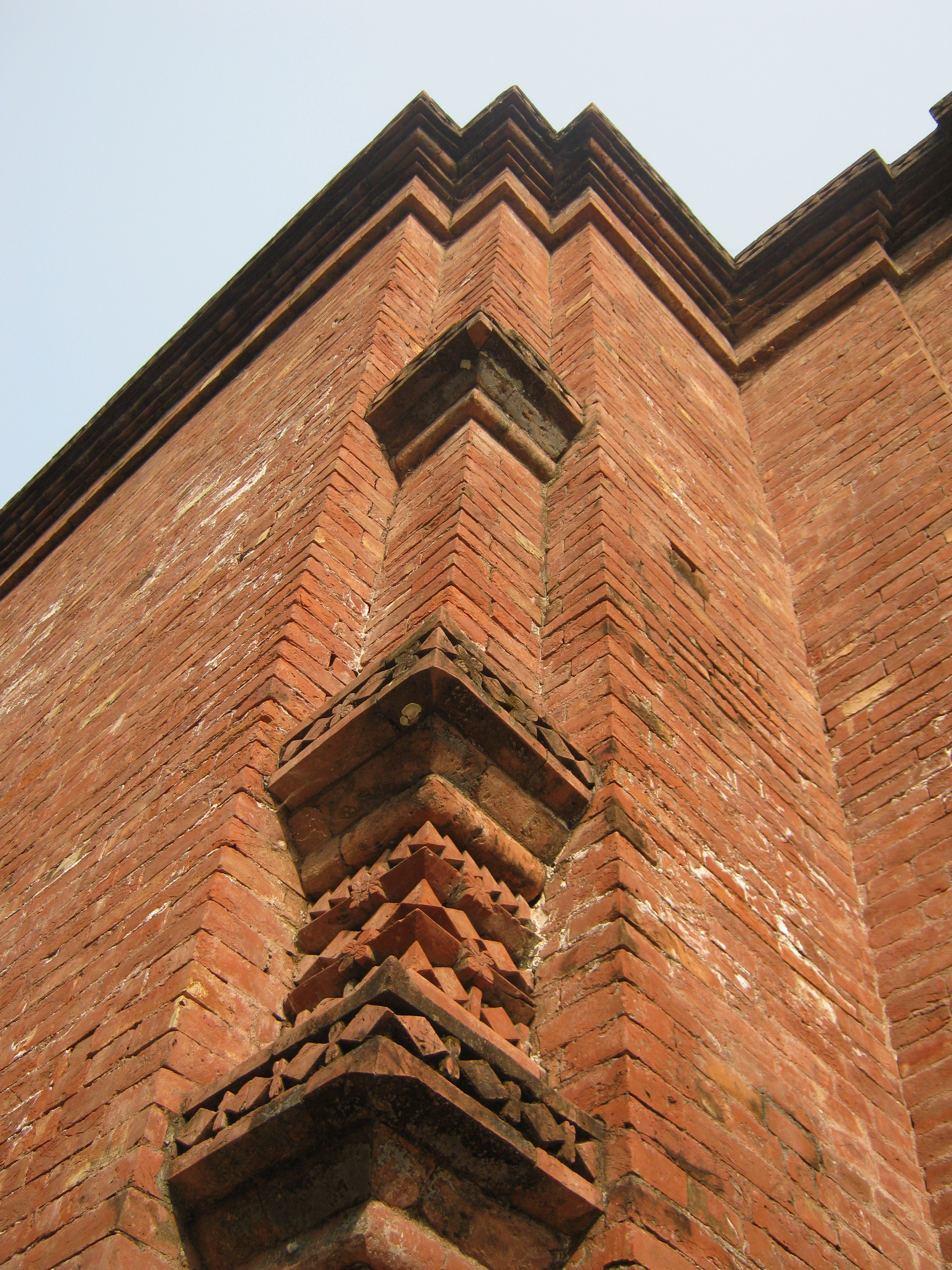
Terrocotta arabescato su una parete d'angolo, Moschea a sessanta cupole